# Ніконовщина
Ніконовщина (рос. Никоновщина) — присілок у Лодєйнопольському районі Ленінградської області Російської Федерації.
Населення становить 15 осіб. Належить до муніципального утворення Альоховщинське сільське поселення.

## Історія
Згідно із законом від 20 вересня 2004 року № 63-оз належить до муніципального утворення Альоховщинське сільське поселення.

## Населення
| 1879 | 1905 | 1954 | 1958 | 1997 | 2007 | 2010 |
| ---- | ---- | ---- | ---- | ---- | ---- | ---- |
| 53   | ↗122 | ↗267 | ↘240 | ↘20  | ↘17  | ↘12  |
| 2014 | 2015 | 2016 |      |      |      |      |
| ↗14  | →14  | ↗15  |      |      |      |      |